# Rhododendron kawir
Rhododendron kawir är en ljungväxtart som beskrevs av Danet. Rhododendron kawir ingår i släktet rododendron, och familjen ljungväxter. Inga underarter finns listade i Catalogue of Life.